# ولینگتون تیشیرا دوس مونتس
ولینگتون تیشیرا دوس مونتس (به پرتغالی: Wellington Teixeira dos Montes) مدافع اهل برزیل است که در شهر Guaramirim و در تاریخ ۲۱ ژوئن ۱۹۸۸ به دنیا آمده‌است.
ولینگتون تیشیرا دوس مونتس در تیم‌های فوتبال Brusque سابقهٔ حضور دارد.